# Чайтумас
Чайтумас (азерб. Çaytumas) — село в Губадлинском районе Азербайджана.

## История
В результате Первой карабахской войны в 1993 году село перешло под контроль армянских вооружённых сил. 25 октября 2020 года президент Азербайджана Ильхам Алиев объявил, что «азербайджанская армия освободила от оккупации» село.

## Топонимика
Прежнее название села было Тумасли. Село было основано в XIX веке семьями, переехавшими из села Дагтумас (ныне Джебраильский район) и поселившимися на берегу реки Хакари. Ойконим означает «деревня Тумаслы у реки».

## География
Село Чайтумас расположено на берегу реки Хакари.